# Křížová cesta Nový Jičín – Štramberk
Křížová cesta z Nového Jičína do Štramberka na vrch Kotouč je dlouhá 8,5 kilometru. Vede přes obec Rybí a polními cestami, v závěrečném úseku na vrchu Kotouč je zaniklá z důvodu lomové činnosti. Dochované kaple jsou chráněny jako nemovitá Kulturní památka České republiky.

## Historie
Křížová cesta byla postavena jezuity v 17. století. Měla čtrnáct zastavení - dvanáct zděných kapliček, kapli svatého Jana Křtitele a Boží hrob v jeskyni Čertova díra. Dochovalo se sedm kapliček, chybějící zastavení nahradily roku 2013 dřevěné kříže.

### Popis cesty
Křížová cesta začíná v Novém Jičíně první kaplí na konci Slezské ulice nedaleko městského hřbitova. Po jednom kilometru odbočuje doprava na polní cestu a vede až na okraj obce Rybí, kde je II. zastavení. V zatáčce pod hospodou v obci je umístěno III. zastavení. Odtud po vedlejší cestě ke IV. zastavení, jehož kaplička se nachází u potoka a je otočena čelem k lesu - dříve cesta pravděpodobně procházela před ní. Vedle kapličky přemosťuje potok lávka, cesta pokračuje kamenitou stezkou až na samotný okraj obce k V. zastavení. Dále pokračuje trasa po hlavní silnici směrem k městu Štramberk až k VI. zastavení, které je umístěno nedaleko plynáren. Za dřevěným kostelem svaté Kateřiny a za odbočkou na Libotín se nachází kříž VII. zastavení s výhledem na horu Kotouč. Odtud ulicí do Štramberka a cestou přes Horní Baštu, kde se nachází VIII. zastavení. Tato cesta vede k informačnímu centru, u něhož je i kaple IX. zastavení. Trasa pak dále vede do Národního sadu, kde vedle základní školy stojí X. zastavení. Od něj po asfaltové cestě kolem hřbitova až k bráně kamenolomu.
Zde cesta odbočuje ze zaniklé původní trasy vpravo na lesní stezku, která vede k XI. zastavení. Odtud výstupem na vrchol hory lesem, po nejstrmější části kopce, ke kříži XII. zastavení. Dál na vrchol kopce, kde křížová cesta zvaná "Via Crucis" končí XIII. a XIV. zastavením.

### Rekonstrukce křížové cesty
Kaple svatého Jana Křtitele, kapličky a Boží hrob, které stály na vrchu Kotouč, zanikly v důsledku lámání vápence v kamelolomu. Též zanikly některé kapličky po cestě. Roku 2008 byla poblíž původního místa na konci ulice Slezská v Novém Jičíně postavena replika první kaple z iniciativy Klubu rodáku a přátel města Nový Jičín. Další rekonstrukce kaplí a trasy původní křížové cesty proběhla v letech 2011 - 2013, kdy byly chybějící kaple po cestě a na vrchu Kotouč nahrazeny dřevěnými kříži (zastavení II., VII, XI.-XIV.) a dochované kaple opraveny. Ke každé kapli a kříži byly instalovány informační tabule s historií jednotlivých zastavení.
Žehnání obnovené křížové cesty z Nového Jičína do Štramberka proběhlo 25. června 2013 ostravsko-opavským biskupem Františkem Václavem Lobkowiczem.